# سنبل طوسی
سنبل طوسی (نام علمی: Hyacinthus litwinowii) یکی از گونه‌های سردهٔ سنبل است. ارتفاع گیاه ۱۰ سانتیمتر است. گل‌های کمرنگی بطول حدود ۲۰ میلی‌متر دارد که دارای همان خمیدگی ظریف لبه‌های گلپوش سنبل باغبانی بوده، اما برگ‌های خیلی پهن‌تر آن تا ۵ سانتیمتر عرض دارند. در ارتفاع ۱۵۰۰ تا ۲۰۰۰ متری گرگان و خراسان می‌روید. فصل گلدهی فروردین ماه است.
تیرهٔ سنبل دارای ۳ گونه است که ۲ گونهٔ آن در ایران دیده می‌شود. منشأ تمامی سنبل‌های متداول باغبانی که ممکن است به رنگ‌های آبی، صورتی، زرد یا سفید دیده شوند، سنبل اورینتالیس (نام علمی: hyacinthus orientalis) است که اصل آن از ترکیه به دست آمده‌است. گونهٔ دیگر سنبل که در ایران یافت می‌شود، سنبل آسمانی (نام علمی: hyacinthus transcaspicus) است.